# Pierre Berbizier
Pierre Berbizier (Saint-Gaudens, 17 de junio de 1958) es un exjugador y exentrenador francés de rugby que se desempeñaba como medio scrum.

## Carrera
Debutó en la primera de FC Lourdes con 18 años en 1976. En 1985 se cambió al club Sporting Union Agen con quien ganó la liga en 1988 y se retiró en mayo de 1991.

## Selección nacional
Fue convocado a Les Blues en 1981 y jugó en ella por 10 años hasta 1991.

### Participaciones en Copas del Mundo
Berbizier jugó su único mundial en Nueva Zelanda 1987 siendo compañero de Philippe Sella y Serge Blanco. Les Blues mostrarían un gran nivel a lo largo del torneo, ganaron su grupo concediendo solo un empate ante Escocia, vencieron a Fiyi en Cuartos de final, derrotaron a los Wallabies en semifinales y perdieron la final ante los All Blacks en su casa; Berbizier marcó el único try francés.
| Mundial                       | Sede          | Resultado  | PJ | Tries |
| ----------------------------- | ------------- | ---------- | -- | ----- |
| Copa Mundial de Rugby de 1987 | Nueva Zelanda | Subcampeón | 6  | 2     |

## Carrera como entrenador
Fue nombrado entrenador de Francia luego del Mundial de Inglaterra 1991 para ocupar el cargo hasta finalizar el Mundial de Sudáfrica 1995; en éste consiguió el tercer puesto y la primera victoria ante el XV de la Rosa luego de cuatro años.
Con la llegada del profesionalismo fue contratado por el Rugby Club Narbonne en 1998 por tres temporadas. En 2005 se le ofreció el cargo de entrenador de la Selección Italiana aceptando por dos años hasta el Mundial de Francia 2007; Italia fue eliminada en fase de grupos.
Finalmente entrenó al Racing Métro 92 durante cinco temporadas hasta su retiro como entrenador en 2012. Contrató a Gonzalo Quesada como entrenador de pateadores durante su última temporada.En 2017 ficha por el Aviron Bayonnais

## Palmarés
- Campeón del Torneo de las Seis Naciones de 1987 con Grand Slam.
- Campeón del Top 14 de 1987-88.